# Stausee Újezd
Der Stausee Újezd, auch Stausee Kyjice (tschechisch Vodní nádrž Újezd), ist ein Brauchwasserreservoir in Tschechien.
Er befindet sich zwei Kilometer östlich der Stadt Jirkov in 285 m ü. M. im Nordböhmischen Becken auf dem Gebiet der Gemeinde Vrskmaň. Südlich liegt der Stausee Zaječice. Gestaute Gewässer sind die Bílina und der aus dem Stausee Zaječice zufließende Hutní potok. Ein weiterer Zufluss erfolgt durch den Kanal Podkrušnohorský přivaděč. Abflussgewässer ist die Bílina.
Der Stausee wird im Westen und Norden von der Bahnstrecke Ústí nad Labem–Chomutov und der Fernstraße Silnice I/13 berührt. Die Bahnstrecke Ústí nad Labem–Chomutov überquert das Gewässer dabei auf einem Viadukt. Nordwestlich in Höhe des Bahnhofes Kyjice beginnt der Ervěnický koridor.
Die Anlage wurde in den Jahren 1978 bis 1981 durch das Unternehmen Wasserbau Chomutov als Ersatzbau für den Stausee Dřínov errichtet und ging 1981 in Betrieb. Zugleich erfolgte eine Verlegung des Flussbettes der Bílina. Mit dem Stausee wurde das Dorf Újezd (Ojes) überflutet. Ebenfalls abgetragen wurde das Dorf Kyjice (deutsch Kaitz), an dessen Stelle der am östlichen Ufer des Sees gelegene 13,9 m hohe Damm entstand. Die Dammkrone hat eine Länge von 1,76 km und 9 m Breite; darüber führt die Ortsverbindungsstraße von Vrskmaň nach Vysoká Pec.
Der Stausee mit einer Wasserfläche von 152,1 ha dient primär dem Ausgleich des Wasserzuflusses der Bílina vor deren Durchleitung durch den Ervěnický koridor. Daneben gibt es ein Kleinkraftwerk mit einer Kaplanturbine von 94 kW Leistung und es wird auch Sportfischerei betrieben. Das Gewässer hat ein maximales Fassungsvermögen von 8,4 Mio. m³ Wasser.